# Poliplanetyzm
Poliplanetyzm – zdolność do kilkukrotnego tworzenia pływek (planospor) z jednej pływki. Występuje u gatunków należących do grzybopodobnych lęgniowców z rodziny Saprolegniaceae.
Zoospory wytwarzane są w dużych ilościach w długiej, cylindrycznej zarodni. Wydostają się z niej przez otwór szczytowy. W rodzaju Saprolegnia zaraz po wydostaniu się z zarodni pływki pierwszego rzutu otorbiają się, kiełkują i uwalniają  pływki drugiego rzutu. Zaopatrzone są  one w dwie wici, za pomocą których pływają szukając pokarmu. Pływki mają zdolności chemotaktyczne do wyszukiwania go. Jeśli pływka nie znajdzie go, znów otorbia się wytwarzając pływkę następnego rzutu. U różnych gatunków możliwości tworzenia kolejnych rzutów pływek są różne, u Saprolegnia parasitica może występować aż 6 rzutów pływek.

Opis rysunku: W lewym górnym rogu bezpłciowa zarodnia z pływkami. Wydostająca się z niej pływka pierwszego rzutu ma wić. Odrzuca ją, otorbia się i tworzy uwicioną pływkę drugiego rzutu. Pływka ta po napotkaniu odpowiedniego podłoża kiełkuje tworząc rozgałęzioną grzybnię. z grzybni tej znów mogą się tworzyć bezpłciowe zarodnie, lub płciowe gametangia. 